# Gran Premio motociclistico della Repubblica Ceca 2004
Il Gran Premio motociclistico della Repubblica Ceca 2004 corso il 22 agosto, è stato il decimo Gran Premio della stagione 2004 e ha visto vincere: la Honda di Sete Gibernau in MotoGP, Sebastián Porto nella classe 250 e Jorge Lorenzo nella classe 125.

## MotoGP

### Arrivati al traguardo
| Pos. | Nº | Pilota            | Squadra                   | Motocicletta       | Giri | Tempo     | Griglia | Punti |
| ---- | -- | ----------------- | ------------------------- | ------------------ | ---- | --------- | ------- | ----- |
| 1º   | 15 | Sete Gibernau     | Telefonica Movistar Honda | Honda RC211V       | 22   | 44:03.480 | 1       | 25    |
| 2º   | 46 | Valentino Rossi   | Gauloises Fortuna Yamaha  | Yamaha YZR-M1      | 22   | +3.514    | 3       | 20    |
| 3º   | 3  | Max Biaggi        | Camel Honda               | Honda RC211V       | 22   | +4.330    | 8       | 16    |
| 4º   | 6  | Makoto Tamada     | Camel Honda               | Honda RC211V       | 22   | +16.257   | 17      | 13    |
| 5º   | 65 | Loris Capirossi   | Ducati Marlboro           | Ducati Desmosedici | 22   | +17.930   | 9       | 11    |
| 6º   | 7  | Carlos Checa      | Gauloises Fortuna Yamaha  | Yamaha YZR-M1      | 22   | +21.181   | 6       | 10    |
| 7º   | 45 | Colin Edwards     | Telefonica Movistar Honda | Honda RC211V       | 22   | +22.471   | 5       | 9     |
| 8º   | 17 | Norick Abe        | Fortuna Gauloises Tech 3  | Yamaha YZR-M1      | 22   | +31.079   | 13      | 8     |
| 9º   | 33 | Marco Melandri    | Fortuna Gauloises Tech 3  | Yamaha YZR-M1      | 22   | +31.158   | 11      | 7     |
| 10º  | 10 | Kenny Roberts Jr  | Suzuki MotoGP             | Suzuki GSV-R       | 22   | +31.625   | 16      | 6     |
| 11º  | 50 | Neil Hodgson      | D’Antin MotoGP            | Ducati Desmosedici | 22   | +34.094   | 12      | 5     |
| 12º  | 56 | Shin'ya Nakano    | Kawasaki Racing           | Kawasaki ZX-RR     | 22   | +54.124   | 25      | 4     |
| 13º  | 66 | Alex Hofmann      | Kawasaki Racing           | Kawasaki ZX-RR     | 22   | +54.288   | 26      | 3     |
| 14º  | 99 | Jeremy McWilliams | MS Aprilia Racing         | Aprilia RS Cube    | 22   | +57.471   | 15      | 2     |
| 15º  | 9  | Nobuatsu Aoki     | Proton Team KR            | Proton KR5         | 22   | +1:18.515 | 22      | 1     |
| 16º  | 88 | Andrew Pitt       | Moriwaki Racing           | Moriwaki           | 22   | +1:18.691 | 20      |       |
| 17º  | 84 | Michel Fabrizio   | WCM                       | Harris WCM         | 22   | +1:53.138 | 18      |       |

### Ritirati
| Nº | Pilota           | Squadra         | Motocicletta       | Giri | Griglia |
| -- | ---------------- | --------------- | ------------------ | ---- | ------- |
| 12 | Troy Bayliss     | Ducati Marlboro | Ducati Desmosedici | 20   | 4       |
| 77 | James Ellison    | WCM             | Harris WCM         | 20   | 24      |
| 11 | Rubén Xaus       | D’Antin MotoGP  | Ducati Desmosedici | 19   | 10      |
| 69 | Nicky Hayden     | Repsol Honda    | Honda RC211V       | 18   | 7       |
| 4  | Alex Barros      | Repsol Honda    | Honda RC211V       | 14   | 2       |
| 21 | John Hopkins     | Suzuki MotoGP   | Suzuki GSV-R       | 12   | 21      |
| 32 | Gregorio Lavilla | Suzuki MotoGP   | Suzuki GSV-R       | 4    | 23      |

### Non partiti
| Nº | Pilota         | Squadra           | Motocicletta | Griglia |
| -- | -------------- | ----------------- | ------------ | ------- |
| 80 | Kurtis Roberts | Proton Team KR    | Proton KR    | 14      |
| 67 | Shane Byrne    | MS Aprilia Racing | Aprilia      | 19      |

## Classe 250

### Arrivati al traguardo
| Pos. | Nº | Pilota               | Squadra                   | Motocicletta | Giri | Tempo     | Griglia | Punti |
| ---- | -- | -------------------- | ------------------------- | ------------ | ---- | --------- | ------- | ----- |
| 1º   | 19 | Sebastián Porto      | Repsol - Aspar            | Aprilia      | 20   | 42:03.061 | 1       | 25    |
| 2º   | 7  | Randy de Puniet      | Safilo Carrera - LCR      | Aprilia      | 20   | +4.309    | 11      | 20    |
| 3º   | 26 | Daniel Pedrosa       | Telefonica Movistar Honda | Honda        | 20   | +10.919   | 13      | 16    |
| 4º   | 14 | Anthony West         | Freesoul Abruzzo Racing   | Aprilia      | 20   | +13.792   | 12      | 13    |
| 5º   | 24 | Toni Elías           | Fortuna Honda             | Honda        | 20   | +14.132   | 7       | 11    |
| 6º   | 2  | Roberto Rolfo        | Fortuna Honda             | Honda        | 20   | +21.170   | 5       | 10    |
| 7º   | 73 | Hiroshi Aoyama       | Telefonica Movistar Honda | Honda        | 20   | +22.040   | 8       | 9     |
| 8º   | 57 | Chaz Davies          | Aprilia Germany           | Aprilia      | 20   | +33.426   | 19      | 8     |
| 9º   | 54 | Manuel Poggiali      | MS Aprilia                | Aprilia      | 20   | +48.326   | 17      | 7     |
| 10º  | 33 | Héctor Faubel        | Grefusa - Aspar           | Aprilia      | 20   | +1:03.461 | 25      | 6     |
| 11º  | 28 | Dirk Heidolf         | Grefusa - Aspar           | Aprilia      | 20   | +1:03.800 | 23      | 5     |
| 12º  | 9  | Hugo Marchand        | Freesoul Abruzzo Racing   | Aprilia      | 20   | +1:04.132 | 22      | 4     |
| 13º  | 42 | Grégory Leblanc      | Leblanc Racing            | Aprilia      | 20   | +1:04.630 | 27      | 3     |
| 14º  | 96 | Jakub Smrž           | Molenaar Racing           | Honda        | 20   | +1:10.960 | 16      | 2     |
| 15º  | 11 | Joan Olivé           | Campetella Racing         | Aprilia      | 20   | +1:11.432 | 26      | 1     |
| 16º  | 8  | Naoki Matsudo        | UGT Kurz                  | Yamaha       | 20   | +1:23.168 | 10      |       |
| 17º  | 16 | Johan Stigefelt      | Aprilia Germany           | Aprilia      | 20   | +1:24.665 | 18      |       |
| 18º  | 43 | Radomil Rous         | UGT Kurz                  | Yamaha       | 20   | +1:33.030 | 24      |       |
| 19º  | 71 | Henk van de Lagemaat | De Arend - Filard Racing  | Aprilia      | 19   | +1 giro   | 30      |       |

### Ritirati
| Nº | Pilota           | Squadra                     | Motocicletta | Giri | Griglia |
| -- | ---------------- | --------------------------- | ------------ | ---- | ------- |
| 51 | Alex De Angelis  | Aprilia Racing              | Aprilia      | 17   | 3       |
| 17 | Klaus Nöhles     | Castrol-Honda Kiefer Racing | Honda        | 17   | 28      |
| 50 | Sylvain Guintoli | Campetella Racing           | Aprilia      | 15   | 4       |
| 44 | Tarō Sekiguchi   | NC World Trade              | Yamaha       | 15   | 31      |
| 88 | Gergő Talmacsi   | NC World Trade              | Yamaha       | 13   | 29      |
| 34 | Eric Bataille    | Wurth Honda BQR             | Honda        | 10   | 20      |
| 10 | Fonsi Nieto      | Repsol - Aspar              | Aprilia      | 10   | 2       |
| 25 | Alex Baldolini   | Matteoni Racing             | Aprilia      | 10   | 15      |
| 36 | Erwan Nigon      | Equipe GP de France - Scrab | Aprilia      | 6    | 21      |
| 12 | Arnaud Vincent   | Equipe GP de France - Scrab | Aprilia      | 4    | 9       |
| 21 | Franco Battaini  | Campetella Racing           | Aprilia      | 0    | 6       |

### Non partiti
| Nº | Pilota           | Squadra                 | Motocicletta | Griglia |
| -- | ---------------- | ----------------------- | ------------ | ------- |
| 27 | Valerio Anghetti | Freesoul Abruzzo Racing | Aprilia      | 32      |
| 6  | Alex Debón       | Wurth Honda BQR         | Honda        | 14      |

## Classe 125

### Arrivati al traguardo
| Pos. | Nº | Pilota            | Squadra                  | Motocicletta | Giri | Tempo     | Griglia | Punti |
| ---- | -- | ----------------- | ------------------------ | ------------ | ---- | --------- | ------- | ----- |
| 1º   | 48 | Jorge Lorenzo     | Caja Madrid Derbi Racing | Derbi        | 19   | 41:19.475 | 4       | 25    |
| 2º   | 34 | Andrea Dovizioso  | Kopron Team Scot         | Honda        | 19   | +0.036    | 2       | 20    |
| 3º   | 15 | Roberto Locatelli | Safilo Carrera - LCR     | Aprilia      | 19   | +0.146    | 25      | 16    |
| 4º   | 22 | Pablo Nieto       | Master - Repsol          | Aprilia      | 19   | +0.186    | 26      | 13    |
| 5º   | 23 | Gino Borsoi       | Globet.com Racing        | Aprilia      | 19   | +1.105    | 10      | 11    |
| 6º   | 21 | Steve Jenkner     | Rauch Bravo              | Aprilia      | 19   | +1.197    | 13      | 10    |
| 7º   | 3  | Héctor Barberá    | Seedorf Racing           | Aprilia      | 19   | +1.579    | 24      | 9     |
| 8º   | 6  | Mirko Giansanti   | Matteoni Racing          | Aprilia      | 19   | +1.587    | 14      | 8     |
| 9º   | 24 | Simone Corsi      | Kopron Team Scot         | Honda        | 19   | +12.488   | 7       | 7     |
| 10º  | 10 | Julián Simón      | Angaia Racing            | Honda        | 19   | +12.523   | 3       | 6     |
| 11º  | 69 | Robbin Harms      | Ajo Motorsport           | Honda        | 19   | +15.947   | 12      | 5     |
| 12º  | 50 | Andrea Ballerini  | Abruzzo Racing           | Aprilia      | 19   | +16.087   | 11      | 4     |
| 13º  | 19 | Álvaro Bautista   | Seedorf Racing           | Aprilia      | 19   | +16.186   | 16      | 3     |
| 14º  | 54 | Mattia Pasini     | Safilo Carrera - LCR     | Aprilia      | 19   | +25.084   | 23      | 2     |
| 15º  | 32 | Fabrizio Lai      | Metis Gilera Racing      | Gilera       | 19   | +28.271   | 19      | 1     |
| 16º  | 88 | Michael Ranseder  | Red Bull KTM Junior      | KTM          | 19   | +28.329   | 18      |       |
| 17º  | 7  | Stefano Perugini  | Metis Gilera Racing      | Gilera       | 19   | +33.895   | 31      |       |
| 18º  | 12 | Thomas Lüthi      | Elit Grand Prix          | Honda        | 19   | +37.754   | 21      |       |
| 19º  | 58 | Marco Simoncelli  | Rauch Bravo              | Aprilia      | 19   | +44.541   | 1       |       |
| 20º  | 26 | Dario Giuseppetti | Elit Grand Prix          | Honda        | 19   | +46.827   | 33      |       |
| 21º  | 45 | Lorenzo Zanetti   | Sterilgarda Racing       | Aprilia      | 19   | +55.405   | 8       |       |
| 22º  | 89 | Tomoyoshi Koyama  | SP Tadao Racing          | Yamaha       | 19   | +55.445   | 15      |       |
| 23º  | 66 | Vesa Kallio       | Team Hungary             | Aprilia      | 19   | +55.658   | 38      |       |
| 24º  | 63 | Mike Di Meglio    | Globet.com Racing        | Aprilia      | 19   | +59.020   | 27      |       |
| 25º  | 20 | Georg Fröhlich    | ADAC Honda               | Honda        | 19   | +1:24.084 | 36      |       |
| 26º  | 16 | Raymond Schouten  | Molenaar Racing          | Honda        | 19   | +1:53.072 | 35      |       |
| 27º  | 87 | Patrik Vostárek   | OMV Team Hanusch         | Honda        | 19   | +2:14.214 | 34      |       |
| 28º  | 9  | Markéta Janáková  | Angaia Racing            | Honda        | 18   | +1 giro   | 32      |       |

### Ritirati
| Nº | Pilota          | Squadra                  | Motocicletta | Giri | Griglia |
| -- | --------------- | ------------------------ | ------------ | ---- | ------- |
| 33 | Sergio Gadea    | Master - Repsol          | Aprilia      | 16   | 20      |
| 35 | Václav Bittman  | Elit Grand Prix          | Honda        | 15   | 30      |
| 28 | Jordi Carchano  | Matteoni Racing          | Aprilia      | 15   | 29      |
| 52 | Lukáš Pešek     | Ajo Motorsport           | Honda        | 9    | 9       |
| 25 | Imre Tóth       | Team Hungary             | Aprilia      | 7    | 22      |
| 14 | Gábor Talmácsi  | Semprucci Malaguti       | Malaguti     | 6    | 5       |
| 36 | Mika Kallio     | Red Bull KTM             | KTM          | 4    | 17      |
| 8  | Manuel Manna    | Semprucci Malaguti       | Malaguti     | 3    | 37      |
| 27 | Casey Stoner    | Red Bull KTM             | KTM          | 1    | 6       |
| 47 | Ángel Rodríguez | Caja Madrid Derbi Racing | Derbi        | 1    | 39      |
| 42 | Gioele Pellino  | Abruzzo Racing           | Aprilia      | 1    | 28      |